# Torta Bejarana
La torta Bejarana es una torta típica de la gastronomía de Venezuela. Entre sus principales ingredientes se encuentran el pan de horno molido, plátanos, papelón, queso blanco, ajonjolí y especies como clavos de olor, canela y guayabitas. Surgió durante la época colonial inventada por tres hermanas de apellido Bejarano. Las hermanas eran pardas libres que vendían las tortas para reunir dinero y poder comprar la Real Cédula de Gracias al Sacar para acceder a iguales derechos que los blancos.

## Historia
A finales del siglo XVIII las hermanas Belén, Eduvigis y Magdalena Bejarano se dedicaban a vender dulces en las cercanías de la Plaza San Jacinto y en los alrededores de Caracas. En algunas versiones se menciona que solo eran dos hermanas llamadas Dominga y Rosa Bejarano. Las mujeres eran mestizas libres clasificadas como pardas o quinteronas, hijas de blanco y cuarterón. Su condición social les impedía disfrutar de muchos de los derechos de los blancos criollos debido a su origen.
Durante la época de la colonia estuvo vigente el sistema de castas que segregaba a las personas en función del color de su piel y su origen social. Los blancos peninsulares se encontraban en la cima de la pirámide, seguido de los criollos, los blancos de orilla, los diversos tipos de mestizos libres, que generalmente se agrupaban como pardos; luego venían los indios y los negros esclavos que estaban en el fondo.
Los miembros de las castas inferiores carecían de muchos de los derechos que disfrutaban los blancos de la élite. Los pardos no podían ejercer cargos públicos ni acceder instrucción académica formal, tampoco podían casarse con blancos. A las mujeres de estas castas se les prohibía usar vestidos de sedas, tafetanes o terciopelo, y en especial las lujosas mantas que usaban las mujeres de la aristocracia local y de donde derivó el nombre de mantuanos.
A pesar de las diferencias sociales, con el paso de los años los pardos comenzaron a ganar influencia y poder. Además, la debilidad de la monarquía en España y la difusión de ideas independentistas en América motivó a que las autoridades comenzaran a realizar reformas y otorgar concesiones a las clases bajas para evitar rebeliones. En 1795 por medio de un decreto del rey Carlos IV se aprobó la Real Cédula de Gracias al Sacar que le otorgaba a las personas clasificadas como pardos, zambos y quinterones derechos similares a los blancos criollos previo un pago, aunque esta medida generó descontento entre la élite blanca local.
Dentro de este contexto, las hermanas desarrollaron una torta que rápidamente alcanzó popularidad en la ciudad de Caracas, llegando incluso a ser degustada por los miembros de la élite mantuana. Pronto su consumo se expandió por varias partes de la Capitanía General de Venezuela y, según algunos relatos, la torta llegó a ser uno de los postres favoritos del militar Simón Bolívar.
La fama del dulce quedó asociado al apellido de las hermanas por lo que comenzó a llamarse torta Bejarana. Las ventas de las tortas les permitió amasar una considerable cantidad de dinero, aunque, según el escritor Miro Popic, parte de su riqueza se pudo deber a recibir por error un cargamento de telas finas y joyas.
La riqueza ganada por las hermanas les permitió enviar a Madrid una importante suma de dinero para comprar la real cédula que les garantizaba obtener iguales derechos que los blancos.
La mejora de su situación económica llevó a las mujeres a vivir de forma ostentosa de igual forma que lo hacían los blancos adinerados. Su nuevo estilo de vida aunado a la compra de la real cédula generó un amplio rechazo no solo entre los mantuanos sino también entre los blancos de orilla.
Un día las hermanas decidieron hacer valer sus nuevos derechos y se dirigieron a la misa en la Catedral de Caracas. A la catedral solo podían asistir los blancos mientras que las personas de color debían ir a otras iglesias de la ciudad. Al igual que las mantuanas, se vistieron con las costosas mantas y se hicieron acompañar con negras que cargaban una alfombra enrollada para usarla en la iglesia. Al llegar a la catedral se armó un alboroto entre los presentes y fueron rechazadas por la multitud que gritaba «que no son blancas las Bejarano».
El hecho desató una batalla legal en torno al reconocimiento de los derechos de las hermanas como blancas. Los miembros de la élite mantuana solicitaban a las autoridades suspender la aplicación de la real cédula y el otorgamiento del título de Don y Doña a los pardos. El conflicto llegó hasta Madrid donde fue resuelto por el rey decretando que «no son blancas las Bejarano, pero sean tratadas como tales».
Se desconoce la vida posterior de las hermanas y si luego del decreto del rey pudieron ejercer sus derechos o les fue devuelto su dinero. Sin embargo, la popularidad de la torta se mantuvo vigente durante el siglo XIX, donde también comenzó a ser conocida como torta burrera, debido al gran tamaño de las porciones en que se vendían. En una ilustración publicada por la revista cultural El Cojo Ilustrado en 1898 se mostraba a un vendedor ambulante que comercializaba las tortas.
Aunque desde el siglo XX su consumo y popularidad decayeron convirtiéndose en un postre poco común. A pesar de la pérdida de popularidad, la historia de las hermanas sirvió de inspiración para varios artistas. En algunas de las novelas de Francisco Herrera Luque se hizo mención de la historia y el músico Luis Morales Bance compuso la ópera Las Bejarano en 1987.
Otros de los que utilizó la historia fue el escritor Antonio Arráiz que escribió el cuento No son blancas las Bejarano que sirvió de inspiración para la obra teatral de 2013 Las Bejarano del dramaturgo Wilfredo Tortosa. La historia de las hermanas y la receta también aparecieron en el popular libro de recetas Mi cocina de Armando Scannone.

## Descripción
A diferencia de otras tortas, en su elaboración no se emplea harina de trigo debido a que en la época de su creación era muy costosa su importación. Como sustituto se usa pan de horno rallado, unas roscas dulces hechas con maíz cariaco.
Entre los principales ingredientes que se suelen emplear se encuentran plátanos, papelón, queso blanco y semillas de ajonjolí. También se suelen usar especies como clavos de olor, canela, guayabitas y nuez moscada.